# الشهيدة الشابة (لوحة)
الشهيدة الشاب (بالفرنسية: La Jeune Martyre) هي لوحة زيتية بريشة الرسام الفرنسي بول ديلاروش. اكتمل في عام 1855. موضوع اللوحة عن فترة اضطهاد دقلديانوس من 303-311 م ، يستند فيها إلى النمط الرومانسي.  على الرغم من أن اللوحة مستطيلة الشكل ، إلا أن الجزء العلوي منها محصور في إطار بيضاوي ذهبي. اللوحة محفوظة في متحف هيرميتاج في سانت بطرسبرغ ، روسيا. 

## الوصف
كان الزيت هو الوسيلة التي اختارها بول ديلاروش عند رسم الشهيدة الشابة ، حيث سمح له الزيت بالتلاعب الدقيقة في اللوحة على مدى فترة طويلة من الزمن ، وبالتالي ، التقاط مستوى عالٍ من التفاصيل  تمثل اللوحة في المقدمة امرأة شابة مقيدة الأيدي تنجرف على مياه نهر يُعرف باسم نهر التيبر. في الخلفية ، يمكننا أن نرى مركبًا وشخصيتين مجتمعين معًا في وضعية باكية يراقبون من الشاطئ جثة الشهيدة الشاب من المرجح أنهم الوالدان المرعوبان للمرأة الشابة في الماء. يحدث المشهد عند الغسق ويلتقط نصف الضوء الخلفية بأكملها. يضيء الضوء الأبيض الجزء العلوي من جسم المرأة الشابة ، وبالتالي يشكل تباينًا قويًا يعزز الموقف الدرامي للمشهد. من المؤكد أن مصدره الضوء يأتي من الهالة التي تحوم فوق وجه الشهيدة. يداها مربوطتان بحبل ، نرى الشابة تطفو برفق على سطح نهر التيبر. مع جسدها المنتصب (مما يشير إلى تيبس الموتى) ، تظهر الشهيدة ، بمظهر رفيع ، ميتًا وحيًا. هنا يمكننا أن نلاحظ على وجه التحديد اهتمام ديلاروش بالتفاصيل ، حول يد الشهيدة اليمنى ، يمكننا أن نرى تموجات صغيرة محددة بشق الأنفس ، تنبع من حول قمم أصابع الشهيدة. تتحرك فوق رأسها مباشرة هالة. تبدو كهالة الشهيد ، التي تكاد تكون دقيقة رياضياً وهشة ، وسريالية على عكس بقية اللوحة. 
اللوحة ، رغم أنها جميلة بلا شك ، غير مريحة أيضًا. إنها غير مريحة ليس فقط لموضوعه ، ولكن لأن هناك شيئًا يشبه الحياة في الفتاة على الرغم من الحقيقة الواضحة أنها ماتت. عند النظر إلى اللوحة ، يبدو الأمر كما لو أنها ماتت للتو. الشعور الذي تم استحضاره قوي للغاية ؛ يكاد يشعر المرء أنه إذا كان موجودة قبل بضع ثوانٍ فقط ، ربما تمكّن من منع موتها. 

### النجم في اللوحة
في الزاوية اليسرى العلوية من اللوحة ، يمكن رؤية نجم أبيض خافت في السماء ، فوق الوالدين الحزينين. من المهم ملاحظة وجود هذه النجمة في اللوحة حيث أن إدراجها قد يشير إلى روايات تاريخية أو دينية أخرى. على سبيل المثال ، إذا تم رسم لوحة الشهيدة الشابة كمشهد صباحي ، مع شروق الشمس في الخلفية البعيدة ، فقد يلمح النجم الباهت فوق الوالدين الحزينين إلى الملاك لوسيفر ، من الكتاب المقدس. على هذا النحو ، يشير هذا النجم إلى وجود الشيطان ، أو الشر (مجازيًا) في اللوحة.  من ناحية أخرى ، إذا تم رسم الشهيدة الشابة كمشهد يحدث عند غروب الشمس ، فإن النجمة الموجودة في الزاوية اليسرى يمكن رؤيتها على أنها نجمة الشمال ، وبالتالي ، ربما كإشارة إلى يسوع. 

## القصة المحتملة للوحة
على السطح ، تصور لوحة الشهيدة الشابة تضحية شابة مسيحية في نهر التيبر. ومع ذلك ، فإن ما تشير إليه اللوحة ليس مجرد عدد لا يحصى من الشهداء المسيحيين على مر القرون ، ولكن تحديدًا المسيحيين الاستشهاديين تحت حكم الإمبراطور الروماني دقلديانوس - عندما تعرض المسيحيون للاضطهاد بشكل منهجي بسبب معتقداتهم الدينية.  باختصار ، حكم الإمبراطور الروماني دقلديانوس في القرنين الثالث والرابع. خلال تسعة عشر عامًا من حكمه ، قام دقلديانوس ، بالاضطهاد المنهجي للمسيحيين بالفترة المسمات اضطهاد دقلديانوس من 303-311 م. بموجب هذه القوانين ، كان يُتوقع من المسيحيين التضحية وتكريم الآلهة التي لم يؤمنوا بها هم أنفسهم ، تحت عقوبة السجن أو الإعدام. على هذا النحو ، على الرغم من أن لوحة الشهيد الشاب لا تلمح صراحة إلى دقلديانوس ، يمكن القول بسهولة أنه نظرًا لأن اضطهاد دقلديانوس للمسيحيين معروف جدًا في التاريخ ، وغالبًا ما يتم الاستشهاد به في الفن ، فإن الاضطهاد كان بمثابة أساسًا راسخًا لديلاروش، فنياً ، وكان سيعطي ديلاروش سببًا كافيًا لرسم استشهاد شاب مسيحي. ولكن اختار ديلاروش تصوير استشهاد «أنثى» مسيحية في هذه اللوحة. فإن اختيار تصوير استشهاد امرأة شابة ربما كان ، في الحقيقة ، هو جزء من رد ديلاروش على وفاة زوجته ، لويز فيرنيه ، في عام 1845 ، والتي كان معروفًا أنه أدرجها كشخصية في العديد من لوحاته ، تكريمًا لها. 
اكتمل لوحة الشهيدة الشابة عام 1855 ، أي العام الذي سبق وفاته (وفاة ديلاروش). يشار إلى هذه اللوحة أحيانًا باسم أوفيليا المسيحية بسبب تشابهها مع شخصية شكسبير أوفيليا في هاملت. تكمن أوجه التشابه في افتراض أن كلا الشخصين قد غرقا. أحد الاختلافات هو أن أوفيليا انتحرت بينما قتلت الشهيدة الشابة. 

## الرسام

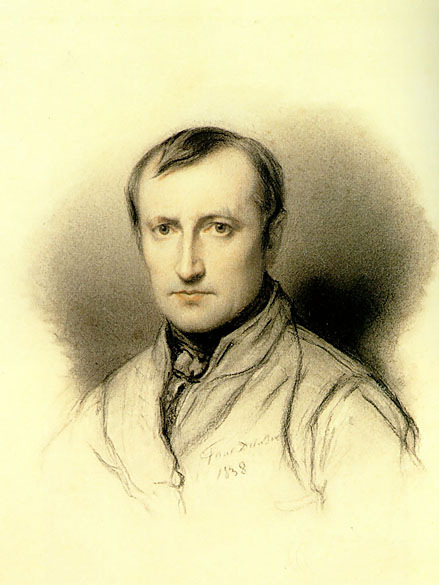
بول ديلاروش 1838

يهدف ديلاروش كرسام تاريخي إلى تقديم تحليل فلسفي لحدث تاريخي وربطه بـ «فهم القرن التاسع عشر للحقيقة التاريخية والزمن التاريخي». وعلى الرغم من وجود بعض التناقضات بين التاريخ الحقيقي ولوحاته المرسومة، رأى ديلاروش في وجوب عرض الحقائق أهمية كبيرة. يقول الناقد الأدبي الألماني هاينريش هاين: «لا يمتلك ديلاروش ميل كبير للماضي في حد ذاته، وإنما يميل إلى تمثيل وتصوير وكتابة التاريخ بالألوان». رسم ديلاروش جميع الأشخاص في لوحاته بنفس الدرجة سواء كانوا شخصيات تاريخية عظيمة أو من مؤسسي المسيحية أو شخصيات سياسية مهمة في عصره مثل ماري أنطوانيت أو نابليون بونابرت. بحث ديلاروش بعناية الأزياء والإكسسوارات والإعدادات التي احتوتها لوحاته لتقديم عمله بدقة. رسم ديلاروش بلوحاته بتفاصيل دقيقة ومعالم واضحة لإبراز الدقة التاريخية. أضفت الحركة المتفاوتة لضربات الفرشاة جنبًا إلى جنب مع ألوان ومواضع شخصيات لوحاته مظهرًا فريدًا لكل منهم؛ وهو الأمر الذي أضفى الروح لها بشكل يتناسب مع طبيعة الشخصية والحدث. لا تهتم العين العامة بالتفاصيل والفروق الدقيقة في الرسم، لكن ديلاروش يفضل القيمة الأدبية للوحاته على قيمتها التصويرية. وازن ديلاروش بين الجوانب الأدبية والمسرحية والسردية والتصويرية للوحاته التاريخية.